# Агата Мруз-Ольшевська
Агата Данута Мруз-Ольшевська (пол. Agata Danuta Mróz-Olszewska; 7 квітня 1982, Домброва Тарновська — 4 червня 2008, Вроцлав) — польська волейболістка, виступала у збірній Польщі. Дворазова чемпіонка Європи (2003, 2005).

## Життя
Агата Мруз-Ольшевська народилася 7 квітня 1982 року в Домброві Тарновській.
Почала займатися волейболом у Тарнові. Своє навчання Агата продовжила у Школі спортивного чемпіонату польської організації волейболу у Сосновеці. У третьому класі ліцею здобула свій перший успіх. Збірна польських кадеток у Гданську отримала золоту медаль, на той час Агата була капітаном команди.
Весною 2000 року Агата припинила тренування через появу перших симптомів хвороби (лейкемії). Однак після довгої перерви вона повернулася до спорту і в 2003 та 2005 роках разом з товаришками зі збірної Польщі виборола золоту медаль на чемпіонаті Європи. У 2007 році Агата завершила свою спортивну кар'єру.
22 травня 2008 у клініці трансплантації у Вроцлаві їй пересадили кістковий мозок, а через чотирнадцять днів через ускладнення (сепсис) Агата померла, залишивши дочку Ліліяну та чоловіка.
У 2009 році відбувся перший турнір пам'яті Агати Мруз-Ольшевської. У турнірі виступили польські та закордонні команди. Турнір проходив під патронатом трьох дружин президентів Польщі: Марії Качинської, Йоланти Квасневської і Данути Валенси.
Ім'я Агати у червні 2009 р. присвоєно спортивному залу у Колі — це перший об'єкт, який увічнив заслуги волейболістки.
Президент Лех Качинський після смерті Агати відзначив її досягнення у спорті та в боротьбі з хворобою (лейкемією) Кавалерським Хрестом Відродження Польщі. Однак чоловік Агати, Яцек Ольшевський не прийняв цієї відзнаки та сказав, що вона повинна бути передана лікарям, які так боролися за життя його дружини.